# Mario Macchiati
Mario Macchiati (Fermo, 27 de noviembre de 1999) es un deportista italiano que compite en gimnasia artística.
Ganó tres medallas en el Campeonato Europeo de Gimnasia Artística entre los años 2023 y 2025. Participó en los Juegos Olímpicos de París 2024, ocupando el sexto lugar en la prueba de equipo.

## Palmarés internacional
| Campeonato Europeo | Campeonato Europeo | Campeonato Europeo | Campeonato Europeo   |
| Año                | Lugar              | Medalla            | Prueba               |
| ------------------ | ------------------ | ------------------ | -------------------- |
| 2023               | Antalya (Turquía)  | Medalla de oro     | Concurso por equipos |
| 2024               | Rímini (Italia)    | Medalla de bronce  | Concurso por equipos |
| 2025               | Leipzig (Alemania) | Medalla de bronce  | Concurso por equipos |